# Gran Premio del Belgio
Il Gran Premio del Belgio (in francese Grand Prix de Belgique; in olandese Grote Prijs van België; in tedesco Großer Preis von Belgien) è una gara automobilistica di Formula 1 che si svolge a partire dal 1925 e che è stato inserito nel calendario del Campionato Mondiale sin dal 1950. Negli ultimi anni la gara, ritornata nella sua sede del circuito di Spa-Francorchamps, è vissuta tra l'essere considerata la più bella rimasta nel calendario del Campionato e le varie problematiche che ne hanno fatto cancellare le edizioni del 2003 (questione tabacco-motori) e del 2006 (lavori sul tracciato); il Gran Premio è tornato in calendario nella stagione 2007.

## Storia
Il tracciato storico del Gran Premio era il lungo e velocissimo circuito di Spa-Francorchamps, che si correva sulle strade di collegamento di alcune località belghe intorno a Francorchamps, villaggio a metà strada tra i paesi di Spa e Stavelot. La pericolosità del tracciato, all'inizio degli anni '70, provocò il trasferimento della corsa, prima sul moderno ma anonimo circuito di Nivelles, e poi sulla pista di Zolder.
Nel frattempo, il circuito di Spa-Francorchamps veniva rimodernato e reso più sicuro, anche se meno veloce e più corto. Alla fine del 1979 il nuovo tracciato era pronto, ed il Gran Premio tornò a corrersi qui, prima nel 1983 e poi dal 1985 in avanti. Qui c'è la curva più veloce della Formula 1, la Blanchimont, ma la più famosa (e non meno rapida) è la Eau Rouge-Raidillon, da affrontarsi in 5ª marcia ben superiori ai 200 km/h. In questo Gran Premio, nel 2000, il finlandese Mika Häkkinen superò Michael Schumacher con un magistrale sorpasso: mentre Schumacher stava doppiando Ricardo Zonta all'esterno, Hakkinen sopravanzò entrambi all'interno, in una delle manovre più celebri della storia della Formula 1.
L'edizione del 2021, per via della distanza di gara completata per un solo giro a causa di avverse condizioni meteorologiche, rappresentò il Gran Premio più corto della storia della Formula 1. L'edizione del 2025, oltre a ospitare una delle sei Sprint della stagione, ha stabilito un record di 389 000 spettatori nel corso del weekend di gara, battendo il record precedente di 380 000 spettatori dell'edizione del 2023, che ospitò per la prima volta la Sprint, e del 2024.

### Sponsorizzazioni
- 1950-1972: nessuno sponsor ufficiale;
- 1973: Marlboro & Texaco;
- 1974: Bang & Olufsen;
- 1975-1987: nessuno sponsor ufficiale;
- 1988-1989: Champion;
- 1998-2002, 2004-2005: Foster's;
- 2007-2009: ING;
- 2010: nessuno sponsor ufficiale;
- 2011-2015: Shell;
- 2016: nessuno sponsor ufficiale;
- 2017: Pirelli;
- 2018-2019: Johnnie Walker;
- 2020-2022, 2024: Rolex;
- 2023: MSC Cruises;
- 2025: Moët & Chandon.

## Il complesso Eau Rouge-Raidillon
La sezione Eau Rouge-Raidillon, a detta di molti piloti di Formula 1, è una sequenza di curve che si percorre con il fiato sospeso. Realizzata artificialmente alla fine degli anni trenta allo scopo di aggirare la lenta e contorta sezione dell'Ancienne Douane mediante una velocissima e ripida combinazione di curve destra-sinistra in salita (in 240 metri di pista si affronta un dislivello di 24 metri) che sarebbe diventata una delle curve più famose dell'automobilismo mondiale, il Raidillon (in francese: salita ripida), che è conosciuta al grande pubblico degli appassionati insieme alla curva sinistrorsa posta in fondo alla valle dell'Eau Rouge (Acqua rossa, dal nome del fiume che scorre sotto alla curva) e che vi si immette, formando la sezione Eau Rouge-Raidillon (che è di frequente ed erroneamente denominata semplicemente Eau Rouge) è una delle curve più veloci e pericolose del Mondiale e si percorre, teoricamente, con l'acceleratore completamente premuto. Non tutti i piloti la percorrono a tutta velocità a causa della sua pericolosità (da ricordare i due incidenti che coinvolsero le due BAR con conseguente cappottamento di Jacques Villeneuve nel '99) dovuta al fatto che le due curve che la compongono non sono sullo stesso livello planimetrico ma sale sul finale in modo da creare una sorta di violento dosso: un episodio che testimonia la violenza di questo balzo fu quando Nigel Mansell dopo averla percorsa piegò la colonna dello sterzo della sua monoposto.

## Albo d'oro
Lo sfondo rosa indica un evento non appartenente al Campionato mondiale di Formula 1.

Lo sfondo verde indica un evento che era parte del Campionato Mondiale Costruttori precedente alla Seconda Guerra Mondiale.

Lo sfondo color crema indica un evento che era parte del Campionato europeo di automobilismo precedente alla Seconda Guerra Mondiale.
| Anno        | Località          | Pilota vincitore                        | Vettura       | Resoconto     |
| ----------- | ----------------- | --------------------------------------- | ------------- | ------------- |
| 1925        | Spa-Francorchamps | Antonio Ascari                          | Alfa Romeo    | Resoconto     |
| 1926 - 1929 | Non disputato     | Non disputato                           | Non disputato | Non disputato |
| 1930        | Spa-Francorchamps | Louis Chiron                            | Bugatti       | Resoconto     |
| 1931        | Spa-Francorchamps | William Grover-Williams Caberto Conelli | Bugatti       | Resoconto     |
| 1932        | Non disputato     | Non disputato                           | Non disputato | Non disputato |
| 1933        | Spa-Francorchamps | Tazio Nuvolari                          | Maserati      | Resoconto     |
| 1934        | Spa-Francorchamps | René Dreyfus                            | Bugatti       | Resoconto     |
| 1935        | Spa-Francorchamps | Rudolf Caracciola                       | Mercedes-Benz | Resoconto     |
| 1936        | Non disputato     | Non disputato                           | Non disputato | Non disputato |
| 1937        | Spa-Francorchamps | Rudolf Hasse                            | Auto Union    | Resoconto     |
| 1938        | Non disputato     | Non disputato                           | Non disputato | Non disputato |
| 1939        | Spa-Francorchamps | Hermann Lang                            | Mercedes-Benz | Resoconto     |
| 1940 - 1945 | Non disputato     | Non disputato                           | Non disputato | Non disputato |
| 1946        | Bois de la Cambre | Eugene Chaboud                          | Delage        | Resoconto     |
| 1947        | Spa-Francorchamps | Jean-Pierre Wimille                     | Alfa Romeo    | Resoconto     |
| 1948        | Non disputato     | Non disputato                           | Non disputato | Non disputato |
| 1949        | Spa-Francorchamps | Louis Rosier                            | Talbot        | Resoconto     |
| 1950        | Spa-Francorchamps | Juan Manuel Fangio                      | Alfa Romeo    | Resoconto     |
| 1951        | Spa-Francorchamps | Nino Farina                             | Alfa Romeo    | Resoconto     |
| 1952        | Spa-Francorchamps | Alberto Ascari                          | Ferrari       | Resoconto     |
| 1953        | Spa-Francorchamps | Alberto Ascari                          | Ferrari       | Resoconto     |
| 1954        | Spa-Francorchamps | Juan Manuel Fangio                      | Maserati      | Resoconto     |
| 1955        | Spa-Francorchamps | Juan Manuel Fangio                      | Mercedes-Benz | Resoconto     |
| 1956        | Spa-Francorchamps | Peter Collins                           | Ferrari       | Resoconto     |
| 1957        | Non disputato     | Non disputato                           | Non disputato | Non disputato |
| 1958        | Spa-Francorchamps | Tony Brooks                             | Vanwall       | Resoconto     |
| 1959        | Non disputato     | Non disputato                           | Non disputato | Non disputato |
| 1960        | Spa-Francorchamps | Jack Brabham                            | Cooper        | Resoconto     |
| 1961        | Spa-Francorchamps | Phil Hill                               | Ferrari       | Resoconto     |
| 1962        | Spa-Francorchamps | Jim Clark                               | Lotus         | Resoconto     |
| 1963        | Spa-Francorchamps | Jim Clark                               | Lotus         | Resoconto     |
| 1964        | Spa-Francorchamps | Jim Clark                               | Lotus         | Resoconto     |
| 1965        | Spa-Francorchamps | Jim Clark                               | Lotus         | Resoconto     |
| 1966        | Spa-Francorchamps | John Surtees                            | Ferrari       | Resoconto     |
| 1967        | Spa-Francorchamps | Dan Gurney                              | Eagle         | Resoconto     |
| 1968        | Spa-Francorchamps | Bruce McLaren                           | McLaren       | Resoconto     |
| 1969        | Non disputato     | Non disputato                           | Non disputato | Non disputato |
| 1970        | Spa-Francorchamps | Pedro Rodríguez                         | BRM           | Resoconto     |
| 1971        | Non disputato     | Non disputato                           | Non disputato | Non disputato |
| 1972        | Nivelles          | Emerson Fittipaldi                      | Lotus         | Resoconto     |
| 1973        | Zolder            | Jackie Stewart                          | Tyrrell       | Resoconto     |
| 1974        | Nivelles          | Emerson Fittipaldi                      | McLaren       | Resoconto     |
| 1975        | Zolder            | Niki Lauda                              | Ferrari       | Resoconto     |
| 1976        | Zolder            | Niki Lauda                              | Ferrari       | Resoconto     |
| 1977        | Zolder            | Gunnar Nilsson                          | Lotus         | Resoconto     |
| 1978        | Zolder            | Mario Andretti                          | Lotus         | Resoconto     |
| 1979        | Zolder            | Jody Scheckter                          | Ferrari       | Resoconto     |
| 1980        | Zolder            | Didier Pironi                           | Ligier        | Resoconto     |
| 1981        | Zolder            | Carlos Reutemann                        | Williams      | Resoconto     |
| 1982        | Zolder            | John Watson                             | McLaren       | Resoconto     |
| 1983        | Spa-Francorchamps | Alain Prost                             | Renault       | Resoconto     |
| 1984        | Zolder            | Michele Alboreto                        | Ferrari       | Resoconto     |
| 1985        | Spa-Francorchamps | Ayrton Senna                            | Lotus         | Resoconto     |
| 1986        | Spa-Francorchamps | Nigel Mansell                           | Williams      | Resoconto     |
| 1987        | Spa-Francorchamps | Alain Prost                             | McLaren       | Resoconto     |
| 1988        | Spa-Francorchamps | Ayrton Senna                            | McLaren       | Resoconto     |
| 1989        | Spa-Francorchamps | Ayrton Senna                            | McLaren       | Resoconto     |
| 1990        | Spa-Francorchamps | Ayrton Senna                            | McLaren       | Resoconto     |
| 1991        | Spa-Francorchamps | Ayrton Senna                            | McLaren       | Resoconto     |
| 1992        | Spa-Francorchamps | Michael Schumacher                      | Benetton      | Resoconto     |
| 1993        | Spa-Francorchamps | Damon Hill                              | Williams      | Resoconto     |
| 1994        | Spa-Francorchamps | Damon Hill                              | Williams      | Resoconto     |
| 1995        | Spa-Francorchamps | Michael Schumacher                      | Benetton      | Resoconto     |
| 1996        | Spa-Francorchamps | Michael Schumacher                      | Ferrari       | Resoconto     |
| 1997        | Spa-Francorchamps | Michael Schumacher                      | Ferrari       | Resoconto     |
| 1998        | Spa-Francorchamps | Damon Hill                              | Jordan        | Resoconto     |
| 1999        | Spa-Francorchamps | David Coulthard                         | McLaren       | Resoconto     |
| 2000        | Spa-Francorchamps | Mika Häkkinen                           | McLaren       | Resoconto     |
| 2001        | Spa-Francorchamps | Michael Schumacher                      | Ferrari       | Resoconto     |
| 2002        | Spa-Francorchamps | Michael Schumacher                      | Ferrari       | Resoconto     |
| 2003        | Non disputato     | Non disputato                           | Non disputato | Non disputato |
| 2004        | Spa-Francorchamps | Kimi Räikkönen                          | McLaren       | Resoconto     |
| 2005        | Spa-Francorchamps | Kimi Räikkönen                          | McLaren       | Resoconto     |
| 2006        | Non disputato     | Non disputato                           | Non disputato | Non disputato |
| 2007        | Spa-Francorchamps | Kimi Räikkönen                          | Ferrari       | Resoconto     |
| 2008        | Spa-Francorchamps | Felipe Massa                            | Ferrari       | Resoconto     |
| 2009        | Spa-Francorchamps | Kimi Räikkönen                          | Ferrari       | Resoconto     |
| 2010        | Spa-Francorchamps | Lewis Hamilton                          | McLaren       | Resoconto     |
| 2011        | Spa-Francorchamps | Sebastian Vettel                        | Red Bull      | Resoconto     |
| 2012        | Spa-Francorchamps | Jenson Button                           | McLaren       | Resoconto     |
| 2013        | Spa-Francorchamps | Sebastian Vettel                        | Red Bull      | Resoconto     |
| 2014        | Spa-Francorchamps | Daniel Ricciardo                        | Red Bull      | Resoconto     |
| 2015        | Spa-Francorchamps | Lewis Hamilton                          | Mercedes      | Resoconto     |
| 2016        | Spa-Francorchamps | Nico Rosberg                            | Mercedes      | Resoconto     |
| 2017        | Spa-Francorchamps | Lewis Hamilton                          | Mercedes      | Resoconto     |
| 2018        | Spa-Francorchamps | Sebastian Vettel                        | Ferrari       | Resoconto     |
| 2019        | Spa-Francorchamps | Charles Leclerc                         | Ferrari       | Resoconto     |
| 2020        | Spa-Francorchamps | Lewis Hamilton                          | Mercedes      | Resoconto     |
| 2021        | Spa-Francorchamps | Max Verstappen                          | Red Bull      | Resoconto     |
| 2022        | Spa-Francorchamps | Max Verstappen                          | Red Bull      | Resoconto     |
| 2023        | Spa-Francorchamps | Max Verstappen                          | Red Bull      | Resoconto     |
| 2024        | Spa-Francorchamps | Lewis Hamilton                          | Mercedes      | Resoconto     |
| 2025        | Spa-Francorchamps | Oscar Piastri                           | McLaren       | Resoconto     |

## Statistiche
Le statistiche si riferiscono alle sole edizioni valide per il campionato del mondo di Formula 1 e sono aggiornate al Gran Premio del Belgio 2025.

### Vittorie per pilota
| Pos. | Pilota             | Vittorie |
| ---- | ------------------ | -------- |
| 1    | Michael Schumacher | 6        |
| 2    | Ayrton Senna       | 5        |
| =    | Lewis Hamilton     | 5        |
| 4    | Jim Clark          | 4        |
| =    | Kimi Räikkönen     | 4        |
| 6    | Juan Manuel Fangio | 3        |
| =    | Damon Hill         | 3        |
| =    | Sebastian Vettel   | 3        |
| =    | Max Verstappen     | 3        |
| 10   | Alberto Ascari     | 2        |
| =    | Emerson Fittipaldi | 2        |
| =    | Niki Lauda         | 2        |
| =    | Alain Prost        | 2        |

### Vittorie per costruttore
| Pos. | Costruttore | Vittorie |
| ---- | ----------- | -------- |
| 1    | Ferrari     | 18       |
| 2    | McLaren     | 15       |
| 3    | Lotus       | 8        |
| 4    | Mercedes    | 6        |
| =    | Red Bull    | 6        |
| 6    | Williams    | 4        |
| 7    | Alfa Romeo  | 2        |
| =    | Benetton    | 2        |
| 9    | Maserati    | 1        |
| =    | Vanwall     | 1        |
| =    | Cooper      | 1        |
| =    | Eagle       | 1        |
| =    | BRM         | 1        |
| =    | Tyrell      | 1        |
| =    | Ligier      | 1        |
| =    | Renault     | 1        |
| =    | Jordan      | 1        |

### Vittorie per motore
| Pos. | Motore        | Vittorie |
| ---- | ------------- | -------- |
| 1    | Ferrari       | 18       |
| 2    | Mercedes      | 13       |
| 3    | Ford-Cosworth | 10       |
| 4    | Renault       | 8        |
| 5    | Honda         | 6        |
| 6    | Climax        | 5        |
| 7    | Alfa Romeo    | 2        |
| 8    | Maserati      | 1        |
| =    | Vanwall       | 1        |
| =    | Weslake       | 1        |
| =    | BRM           | 1        |
| =    | TAG Porsche   | 1        |
| =    | Mugen Honda   | 1        |
| =    | RBPT          | 1        |
| =    | Honda RBPT    | 1        |

### Pole position per pilota
| Pos. | Pilota             | Pole |
| ---- | ------------------ | ---- |
| 1    | Lewis Hamilton     | 6    |
| 2    | Juan Manuel Fangio | 4    |
| =    | Alain Prost        | 4    |
| =    | Ayrton Senna       | 4    |
| 5    | Graham Hill        | 3    |
| =    | Mika Häkkinen      | 3    |
| =    | Charles Leclerc    | 3    |
| 8    | Niki Lauda         | 2    |
| =    | Mario Andretti     | 2    |
| =    | Nigel Mansell      | 2    |
| =    | Jacques Villeneuve | 2    |
| =    | Juan Pablo Montoya | 2    |
| =    | Nico Rosberg       | 2    |

### Pole position per costruttore
| Pos. | Costruttore | Pole |
| ---- | ----------- | ---- |
| 1    | Ferrari     | 17   |
| 2    | McLaren     | 12   |
| 3    | Williams    | 9    |
| 4    | Mercedes    | 7    |
| 5    | Lotus       | 5    |
| 6    | BRM         | 3    |
| =    | Renault     | 3    |
| =    | Red Bull    | 3    |
| 9    | Alfa Romeo  | 2    |
| =    | Maserati    | 2    |

### Pole position per motore
| Pos. | Motore        | Pole |
| ---- | ------------- | ---- |
| 1    | Ferrari       | 17   |
| 2    | Mercedes      | 15   |
| 3    | Ford-Cosworth | 9    |
| =    | Renault       | 9    |
| 5    | Honda         | 7    |
| 6    | BRM           | 3    |
| 7    | Alfa Romeo    | 2    |
| =    | Maserati      | 2    |
| =    | Climax        | 2    |
| 10   | Lancia        | 1    |
| =    | TAG Porsche   | 1    |
| =    | Hart          | 1    |
| =    | BMW           | 1    |

### Giri veloci per pilota
| Pos. | Pilota             | GPV |
| ---- | ------------------ | --- |
| 1    | Alain Prost        | 6   |
| 2    | Michael Schumacher | 4   |
| =    | Sebastian Vettel   | 4   |
| 4    | Juan Manuel Fangio | 3   |
| =    | Jim Clark          | 3   |
| =    | Lewis Hamilton     | 3   |
| 7    | Dan Gurney         | 2   |
| =    | John Surtees       | 2   |
| =    | Chris Amon         | 2   |
| =    | Gerhard Berger     | 2   |
| =    | Kimi Räikkönen     | 2   |
| =    | Nico Rosberg       | 2   |

### Giri veloci per costruttore
| Pos. | Costruttore | GPV |
| ---- | ----------- | --- |
| 1    | Ferrari     | 19  |
| 2    | McLaren     | 9   |
| 3    | Mercedes    | 7   |
| 4    | Lotus       | 6   |
| =    | Williams    | 6   |
| 6    | Red Bull    | 5   |
| 7    | Alfa Romeo  | 3   |
| =    | Maserati    | 3   |
| =    | Benetton    | 3   |
| 10   | Cooper      | 1   |
| =    | Brabham     | 1   |
| =    | Eagle       | 1   |
| =    | Honda       | 1   |
| =    | March       | 1   |
| =    | Matra       | 1   |
| =    | Tyrrell     | 1   |
| =    | Ligier      | 1   |
| =    | Toyota      | 1   |
| =    | Renault     | 1   |

### Giri veloci per motore
| Pos. | Motore        | GPV |
| ---- | ------------- | --- |
| 1    | Ferrari       | 19  |
| 2    | Mercedes      | 10  |
| =    | Ford-Cosworth | 10  |
| =    | Renault       | 10  |
| 5    | Climax        | 5   |
| 6    | Alfa Romeo    | 3   |
| =    | Maserati      | 3   |
| =    | TAG Porsche   | 3   |
| 9    | Honda         | 2   |
| 10   | Weslake       | 1   |
| =    | Matra         | 1   |
| =    | Toyota        | 1   |
| =    | RBPT          | 1   |
| =    | Honda RBPT    | 1   |

### Podi per pilota
| Pos. | Pilota             | Podi |
| ---- | ------------------ | ---- |
| 1    | Lewis Hamilton     | 11   |
| 2    | Michael Schumacher | 9    |
| 3    | Alain Prost        | 7    |
| 4    | Ayrton Senna       | 6    |
| =    | Sebastian Vettel   | 6    |
| 6    | Bruce McLaren      | 5    |
| =    | Nigel Mansell      | 5    |
| =    | Kimi Räikkönen     | 5    |
| =    | Max Verstappen     | 5    |
| 10   | Jim Clark          | 4    |
| =    | Niki Lauda         | 4    |
| =    | Carlos Reutemann   | 4    |
| =    | Damon Hill         | 4    |
| =    | Mika Häkkinen      | 4    |
| =    | Charles Leclerc    | 4    |

### Podi per costruttore
| Pos. | Costruttore | Podi |
| ---- | ----------- | ---- |
| 1    | Ferrari     | 52   |
| 2    | McLaren     | 31   |
| 3    | Williams    | 18   |
| 4    | Mercedes    | 16   |
| =    | Red Bull    | 16   |
| 6    | Lotus       | 14   |
| 7    | Cooper      | 7    |
| =    | Tyrell      | 7    |
| 9    | Ligier      | 6    |
| =    | Benetton    | 6    |

### Podi per motore
| Pos. | Motore        | Podi |
| ---- | ------------- | ---- |
| 1    | Ferrari       | 52   |
| 2    | Mercedes      | 35   |
| 3    | Ford-Cosworth | 29   |
| 4    | Renault       | 25   |
| 5    | Honda         | 13   |
| 6    | Climax        | 12   |
| 7    | Maserati      | 5    |
| =    | BRM           | 5    |
| 9    | Matra         | 4    |
| =    | BMW           | 4    |
| =    | Mugen Honda   | 4    |

### Punti per pilota
| Pos. | Pilota             | Punti |
| ---- | ------------------ | ----- |
| 1    | Lewis Hamilton     | 230,5 |
| 2    | Sebastian Vettel   | 161   |
| 3    | Max Verstappen     | 137,5 |
| 4    | Michael Schumacher | 102   |
| 5    | Nico Rosberg       | 93    |
| 6    | Charles Leclerc    | 89    |
| 7    | Kimi Räikkönen     | 87    |
| 8    | Ssrgio Pérez       | 86    |
| 9    | Fernando Alonso    | 85    |
| 10   | Daniel Ricciardo   | 81    |

### Punti per costruttore
| Pos. | Costruttore | Punti |
| ---- | ----------- | ----- |
| 1    | Ferrari     | 630   |
| 2    | McLaren     | 412   |
| 3    | Red Bull    | 405,5 |
| 4    | Mercedes    | 400,5 |
| 5    | Williams    | 194   |
| 6    | Lotus       | 153   |
| 7    | Force India | 97    |
| 8    | Renault     | 91    |
| 9    | Benetton    | 57    |
| 10   | Cooper      | 54    |

### Punti per motore
| Pos. | Motore        | Punti |
| ---- | ------------- | ----- |
| 1    | Mercedes      | 871,5 |
| 2    | Ferrari       | 673   |
| 3    | Renault       | 433   |
| 4    | Ford-Cosworth | 261   |
| 5    | Honda         | 164,5 |
| 6    | Honda RBPT    | 97    |
| 7    | Climax        | 95    |
| 8    | BRM           | 52    |
| =    | BMW           | 52    |
| 10   | TAG Heuer     | 48    |